# 栄禄

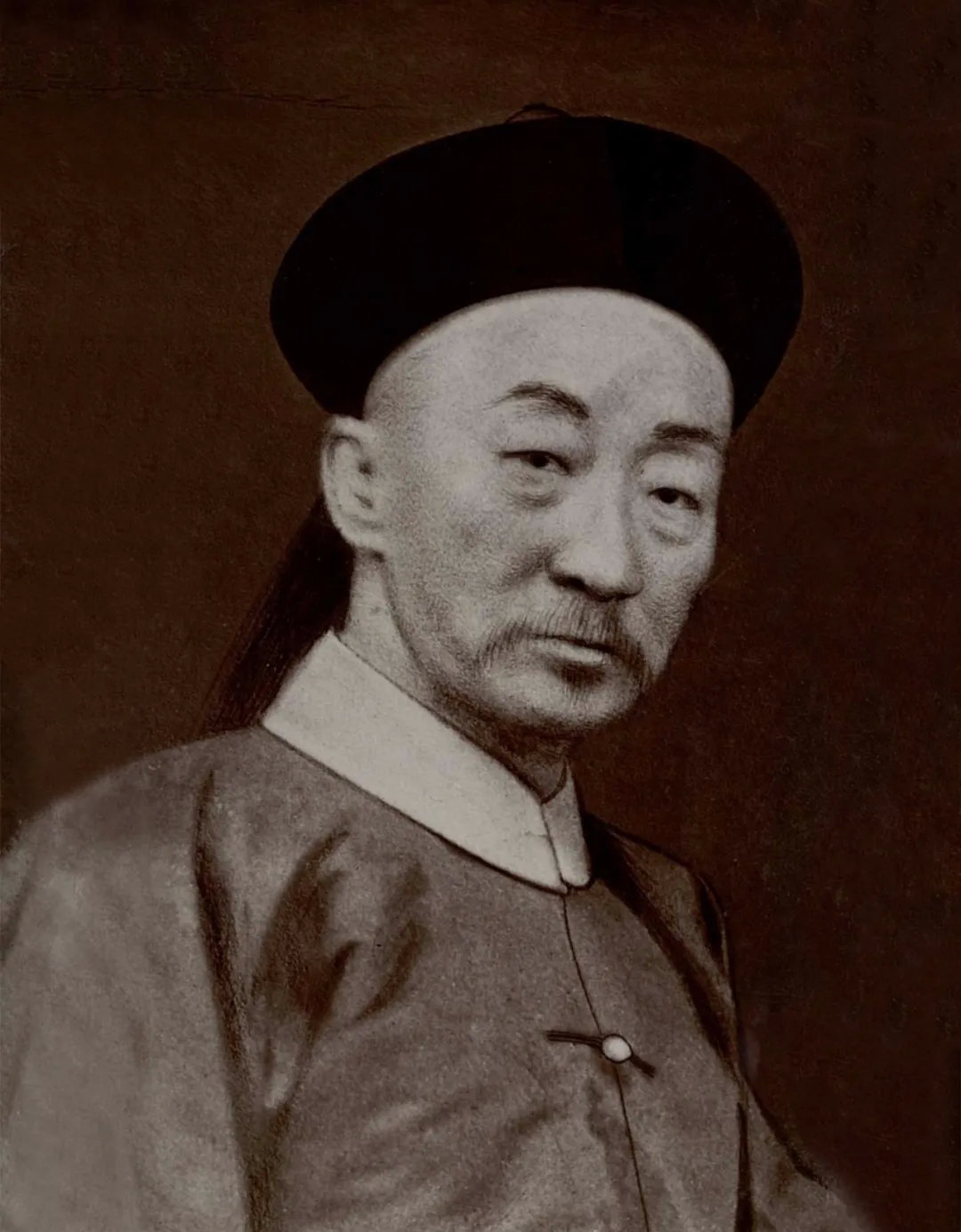
栄禄

栄禄（えいろく、満洲語：ᡰᡠᠩᠯᡠ、転写：žunglu、繁体字：榮祿、道光16年2月21日（1836年4月6日） - 光緒29年3月14日（1903年4月11日））は、清末の軍人・政治家。字は仲華。満洲正白旗人。グワルギャ氏（ᡤᡡᠸᠠᠯᡤᡳᠶᠠ
ᡥᠠᠯᠠ, gūwalgiya hala、瓜爾佳氏）。娘の幼蘭は醇親王載灃に嫁ぎ、最後の皇帝・宣統帝溥儀の母となった。

## 生涯
咸豊2年（1852年）、同じグワルギャ氏の文祥に激賞されたお蔭で16歳の若さで官職につき、以後は内務府大臣、工部尚書、総理各国事務衙門大臣などを経て、日清戦争では歩軍統領として軍務についた。光緒21年（1895年）、袁世凱を抜擢して新建陸軍を創設した。
光緒24年（1898年）、西太后が袁世凱らと共に起こした反変法のクーデター（戊戌の政変）において直隷総督兼北洋大臣として、その軍事力をもって康有為らの戊戌の変法を挫折させた。政変後は軍機大臣となって兵部と北洋各軍を管理し、宋慶・董福祥・聶士成・袁世凱の北洋各軍を併せて武衛軍を創設した。
光緒26年（1900年）に勃発した義和団の乱では主戦派に反対し、公使館区域攻撃を命ぜられながら、逆に公使館区域を保護する態度をとった。乱後は劉坤一と張之洞が「江楚会奏三折」で主張した変法（光緒新政）を支持する姿勢に転換した。